# Всеобщие выборы на Кубе (1954)
Всеобщие выборы на Кубе проходили 1 ноября 1954 года. Фульхенсио Батиста баллотировался от Национальной прогрессивной коалиции, в которую входили Партия прогрессивного действия, Радикальный союз, Республиканская демократическая партия и Либеральная партия. Основной оппозиционный кандидат Рамон Грау Сан-Мартин за два дня до голосования отказался от участия. На парламентских выборах крупнейшей фракцией Палаты представителей Партия прогрессивного действия Батисты, получившая 60 из 130 мест. Явка составила 52,4%.

## Результаты

### Президентские выборы
| Кандидат                           | партия                              | Голосов   | %   |
| ---------------------------------- | ----------------------------------- | --------- | --- |
| Фульхенсио Батиста                 | Национальная прогрессивная коалиция | 1 451 753 |     |
| Рамон Грау Сан-Мартин              | Партия «Аутентико»                  | 188 209   |     |
| Недействительных/пустых бюллетеней | Недействительных/пустых бюллетеней  |           | -   |
| Всего                              | Всего                               | 1 639 962 | 100 |
| Источник: Nohlen                   |                                     |           |     |

### Выборы в Сенат
| Партия                              | Голосов | % | Мест | +/-   |
| ----------------------------------- | ------- | - | ---- | ----- |
| Национальная прогрессивная коалиция |         |   | 36   | новая |
| Партия «Аутентико»                  |         |   | 18   | -     |
| Недействительных/пустых бюллетеней  |         | - | -    | -     |
| Всего                               |         |   | 54   | 0     |
| Источник: Nohlen                    |         |   |      |       |

### Выборы в Палату представителей
| Партия                             | Голосов | % | Мест | +/-   |
| ---------------------------------- | ------- | - | ---- | ----- |
| Партия прогрессивного действия     |         |   | 60   | +56   |
| Либеральная партия                 |         |   | 24   | +16   |
| Партия «Аутентико»                 |         |   | 16   | -12   |
| Демократическая партия             |         |   | 15   | +9    |
| Радикальный союз                   |         |   | 15   | новая |
| Недействительных/пустых бюллетеней |         | - | -    | -     |
| Всего                              |         |   | 130  | +64   |
| Источник: Nohlen                   |         |   |      |       |